# Slowakische Badmintonmeisterschaft 2014
Die Slowakische Badmintonmeisterschaft 2014 war die 22. Auflage der Titelkämpfe im Badminton in der Slowakei. Sie fand vom 2. bis zum 4. Mai 2014 in Košice statt.

## Medaillengewinner
| Disziplin    | Gold                                 | Silber                          | Bronze                             |
| ------------ | ------------------------------------ | ------------------------------- | ---------------------------------- |
| Herreneinzel | Jarolím Vícen                        | Juraj Vachálek                  | Matej Hliničan                     |
| Herreneinzel | Jarolím Vícen                        | Juraj Vachálek                  | Michal Matejka                     |
| Dameneinzel  | Martina Repiská                      | Zuzana Rajdugová                | Ivana Kubíková                     |
| Dameneinzel  | Martina Repiská                      | Zuzana Rajdugová                | Nikoleta Bálintová                 |
| Herrendoppel | Matej Hliničan Michal Matejka        | Matej Tomčík Ladislav Tomčko    | Ján Fiľ Miroslav Haring            |
| Herrendoppel | Matej Hliničan Michal Matejka        | Matej Tomčík Ladislav Tomčko    | Dávid Balucha Tomáš Banyász        |
| Damendoppel  | Jana Čižnárová Gabriela Zabavníková  | Ivana Kubíková Zuzana Rajdugová | Lucia Grenčíková Vanda Klečková    |
| Damendoppel  | Jana Čižnárová Gabriela Zabavníková  | Ivana Kubíková Zuzana Rajdugová | Nikoleta Bálintová Martina Repiská |
| Mixed        | Ladislav Tomčko Gabriela Zabavníková | Dávid Balucha Martina Repiská   | Marián Šulko Vanda Klečková        |
| Mixed        | Ladislav Tomčko Gabriela Zabavníková | Dávid Balucha Martina Repiská   | Juraj Vachálek Romana Surová       |